# Klostergut Mariengarten
Das Klostergut Mariengarten ist ein Gutshof mit Kirche und Wohngebäuden südwestlich von Dramfeld in der Gemeinde Rosdorf, Niedersachsen. Es wurde im 13. Jahrhundert als Zisterzienserinnenkloster gegründet und 1631 profaniert.

## Geografie
Mariengarten liegt westlich des Leinegrabens im Tal der Dramme, die mitten durch das Gutsgelände fließt. Nachbarorte sind die Dörfer Dramfeld 1,5 km nordöstlich des Guts, Volkerode 2,5 km nördlich, Dahlenrode 3 km südwestlich und Jühnde gut 5 km westnordwestlich. Mariengarten liegt auf etwa 200 m ü. NN Höhe, östlich des Ortes steigt das Gelände zum 282,1 m ü. NN hohen bewaldeten Drammeberg an, südsüdwestlich zum gut 330 m ü. NN hohen Rieschenberg und zum Rikusberg. Südlich des Ortes auf der rechten Seite der Dramme sind Pararendzina-Böden anzutreffen, auf der linken Seite der Dramme Pelosole und etwas talseitig Pseudogley-Parabraunerde. Die anstehenden Gesteine sind südlich und nordwestlich des Gutes verschiedene Schichten des Muschelkalks, im Südwesten Keuper.

## Geschichte

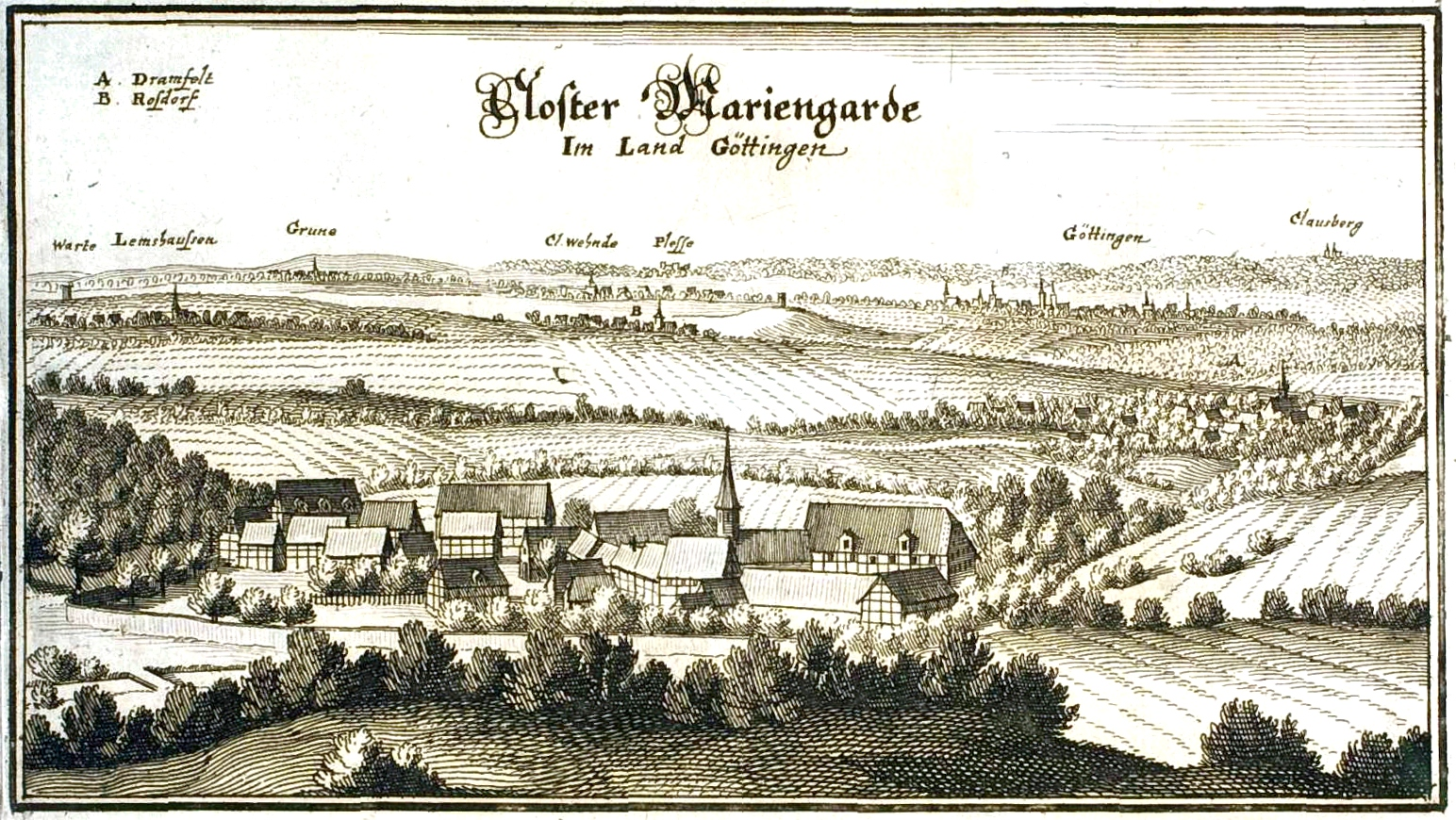
Mariengarten 1654 von Süden

Archäologische Funde von zwei Steinäxten, Feuersteinklingen, anthropogenen Steinsplittern in der Umgebung von Mariengarten sowie Siedlungsfunde westlich des Guts belegen die menschliche Nutzung und wahrscheinlich auch sesshafte Besiedlung des Drammetals in unmittelbarer Nähe von Mariengarten bereits in der Jungsteinzeit. Im Mittelalter befand sich an der Stelle von Mariengarten ein Dorf, das als Welderekeshusen oder Eilwardeshusen bezeichnet wird. Schriftliche Belege, die sicher auf dieses Dorf zu beziehen sind, finden sich allerdings erst aus der Zeit der Klostergründung um 1245.
Das Kloster Mariengarten wurde in der Mitte des 13. Jahrhunderts auf oder in unmittelbarer Nähe der Dorfstelle des wüstgefallenen Dorfes Welderekeshusen gegründet.
Die erste schriftliche Erwähnung ist in einer Urkunde aus dem Jahr 1246 überliefert, in der Helwig von Ungeride und seine Mutter dem Kloster Mariengarten („in Orto sancte Marie“) seine Nichte Elisabeth übergeben und Besitz in Unterrieden vermachen.
Stifter war Propst Bruning des Klosters Beuren, das deswegen als Mutterkloster von Mariengarten angenommen wird. Für die Klostergründung war der Verzicht der Grafen von Everstein auf ihre Rechte an der Dorfstelle erforderlich. Der Gründungskonvent aus Beuren zog 1249 nach Mariengarten. Die Gründung erfolgte im Überschneidungsbereich der Interessen des Erzbistums Mainz, das als Mitinitiator der Gründung gilt, der Herzöge von Braunschweig und der Landgrafen von Thüringen. Nachdem das Leinegau mit dem Aussterben der Ludowinger an das Herzogtum Braunschweig gefallen war, lag Mariengarten im welfischen Herrschaftsgebiet. Juristische Angelegenheiten des Klosters selbst entschied das Landgericht auf dem Leineberg bei Göttingen beziehungsweise der Landesherr, für die hohe Gerichtsbarkeit im Klosterbereich war das Gericht Friedland zuständig. Bezüglich der kirchlichen Verwaltung war Mariengarten dem Archidiakonat Nörten im Erzbistum Mainz unterstellt. Die Erstausstattung durch Propst Bruning mit vier Hufen Landes, die er 1245 in seinem Geburtsort Welderekeshusen erworben hatte, wurde in den folgenden Jahrzehnten durch Schenkungen und Käufe erweitert. Die Besitzübertragungen fanden überwiegend durch die in der Umgebung begüterten südniedersächsischen und nordhessischen Adelsfamilien statt. In älteren Überlieferungen werden die Grafen von Everstein besonders hervorgehoben und sogar als Stifter des Klosters genannt, was aber anhand der überlieferten Urkunden nicht nachweisbar ist. Neben Landbesitz und Zehntrechten in näherer Umgebung des Klosters, die die klösterliche Grundherrschaft bildeten, gab es zunächst auch weiter entfernten Streubesitz. In den nahe gelegenen Dörfern Dramfeld, Elkershausen, Deiderode und Atzenhausen sowie an der Kirche St. Johannis in Dransfeld (die 1779 abgetragen wurde) und der Kirche des inzwischen wüstgefallenen Ortes Hungershausen übte das Kloster Patronatsrechte aus, außerdem verfügte es über die niedere Gerichtsbarkeit in Dahlenrode, in Wetenborn und natürlich im eigentlichen Klosterbezirk Mariengarten. Seit dem 14. Jahrhundert erwarb das Kloster weniger Land, weiter entfernt liegende Ländereien wurden verpachtet oder auch verkauft. Gegen Ende des 14. Jahrhunderts machen sich die Auswirkungen der spätmittelalterlichen Agrarkrise im Kloster bemerkbar. Obwohl die Finanznot nicht ganz so schnell und stark über Mariengarten hereinbrach wie über benachbarte Klöster, musste auch Mariengarten Schulden machen und Ländereien verpfänden. Erst gegen Ende des 15. Jahrhunderts erholte sich die wirtschaftliche Lage wieder, zudem fanden Reformen im Klosterleben statt und es wurden auch bauliche Veränderungen am Kloster durchgeführt. Trotz der Krise gibt Franciscus Lubecus an, dass im Sommer 1420 70 Jungfrauen und Klosterpersonen in Mariengarten gelebt hätten, von denen 52 während einer Pest im August und September desselben Jahres gestorben sein sollen. Im Jahr 1497 werden dagegen nur zehn Konventualinnen aufgeführt, nach einem Inventar von 1585 soll es im Obergeschoss des Klosterhauses 16 Schwesterzellen und im „Jungfernschlafhaus“ 25 Zellen gegeben haben.
Das Kloster Mariengarten besaß eine Reliquie des Heiligen Blutes, zu dem eine jährliche Wallfahrt stattfand. Dafür soll eine St. Annenkapelle errichtet worden sein.
Während in Göttingen und anderen umliegenden Orten bereits die Reformation eingeführt war, blieb Mariengarten bis zur allgemeinen Kirchenvisitation des Anton Corvinus im Jahre 1542 katholisch. Die Einführung der Reformation bedeutete für das Kloster zunächst, dass ein Amtmann als Vertreter des Landesherrn über das Kloster eingesetzt wurde. Das Kloster wurde nun zu Zahlungen an den Landesherrn verpflichtet und musste wieder Besitz verpfänden. Zudem traten immer weniger Frauen in den jetzt offiziell protestantischen Konvent ein. Die Übernahme des Fürstentums Calenberg-Göttingen durch die Linie Braunschweig-Wolfenbüttel führte zu einer neuen Finanzverwaltung und zu einer erneuten Besserung der wirtschaftlichen Verhältnisse des Klosters. Während des Dreißigjährigen Krieges wurde in Mariengarten kurzzeitig ein katholisches Mönchskloster eingerichtet. 1629 übertrug der Landesherr das Kloster ebenso wie die Klöster in Hilwartshausen und Weende an die Universität Helmstedt. 1631 erfolgte eine Plünderung, die zur endgültigen Aufgabe des Klosterbetriebs führte.
Das Klostergut Mariengarten gehört heute der Klosterkammer Hannover.

### Äbtissinnen (Auswahl)
- 1302–1313 Adelheid
- 1360–1366 Jutta von Rusteberg
- 1366–1406 Richenza, Tochter von Herzog Ernst I. von Braunschweig-Göttingen
- 1419–1421 Leofgard von Stockhausen
- 1429–1455 Gertrud von Grone
- 1464–1481 Gertrud von Uffeln
- 1489–1507 Adelheid Emeke, erste nichtadelige Äbtissin
- 1508–1537 Margarethe von Minnigerode
- 1537–1574 Kunigunde Elemod
- 1575–1618 Gertrud Koch[9]

### Pächter, Verwalter und Amtleute
- 1737–1748 Jakob J. Kellner
- 1752–1779 Justus Friedrich Oppermann[10]
- 1780–1803 Carl Friedrich Schwickard
- bis 1820 Paul Friedrich Carl Reinbold

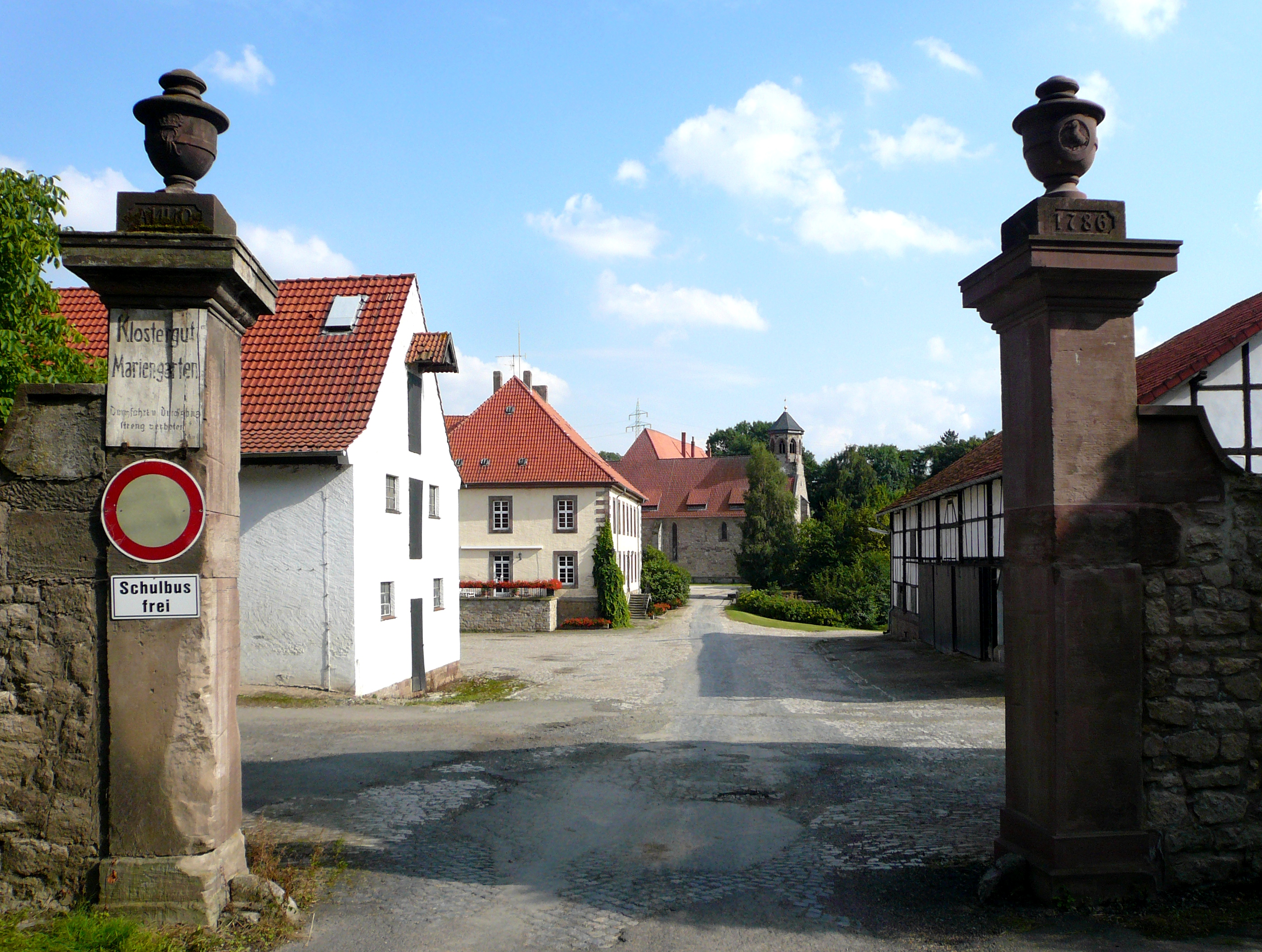
Einfahrt zum Klostergut

- bis 1843 Justus Erich Baring
- (1876) Theodor Baring
- (1896, 1906) Claus Baring
- 1908–1930 Wilhelm Ohlner
- 1930– ? Otto Göpel[1]

## Bauliche Anlage
Das Klostergut ist im Norden von der Landstraße durch eine Natursteinmauer mit verzierter Einfahrt und daneben angeordnetem Fußgängertor getrennt. Neben den die Anlage beherrschenden Gebäuden, der Kirche, dem Klosterhaus und dem Pächterhaus, besteht das Gut noch aus zahlreichen Wirtschafts- und Wohngebäuden. Ein massiver Schweinestall, Schafstall und Kuhstall sowie ein Deputatwohnhaus wurden in der zweiten Hälfte des 18. Jahrhunderts errichtet, ein Fachwerk-Mühlengebäude zu Beginn des 20. Jahrhunderts um ein Obergeschoss ergänzt. Eine Scheune, ein Maschinenschuppen und ein Schafstall wurden zur Wende des 19. zum 20. Jahrhundert errichtet, 1901 wurden an der Landstraße einige kleine eingeschossige Arbeiterhäuser mit Nebenräumen errichtet.

### Klosterkirche

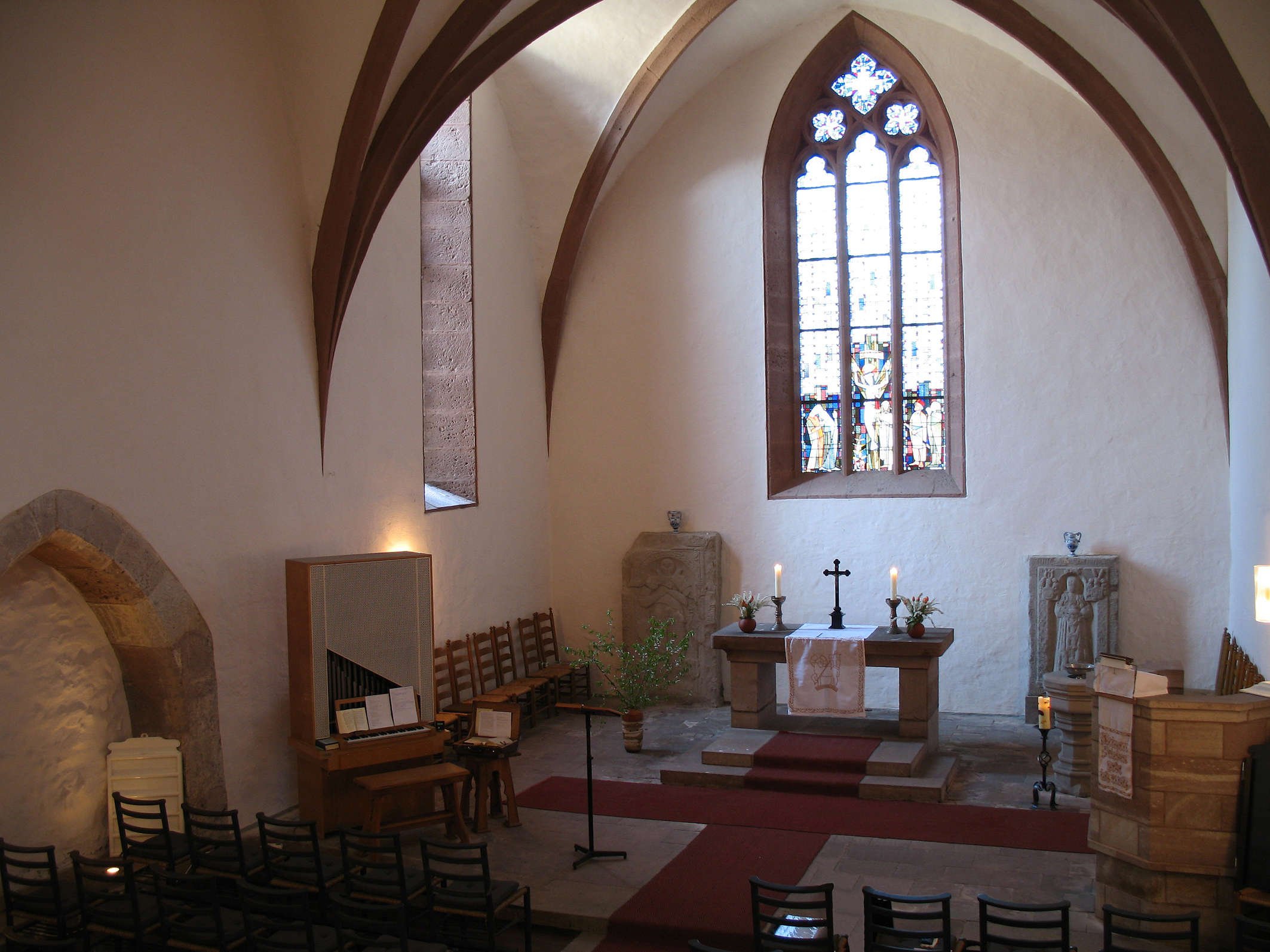
Innenraum der Klosterkirche nach Osten

Die Klosterkirche ist das beherrschende Bauwerk am südlichen Drammeufer. Sie wurde in der zweiten Hälfte des 13. Jahrhunderts im Stil der Gotik als langrechteckiger Bau aus Kalkbruchsteinen errichtet, die Eckquaderung sowie die Fenster- und Türgewände sind in rotem Sandstein abgesetzt. Die Nordseite wird durch drei, die fensterlose Westseite durch einen mittig angeordneten Strebepfeiler gestützt. Charakteristisch ist der kleine oktogonale Glockenturm über der Westfront, der an einen Giebelreiter erinnert. Die acht spitzbogigen Schallöffnungen sind mit Maßwerk verziert.
Im Innern nimmt eine Nonnenempore den Westteil der Kirche ein; der niedrige gewölbte Raum unter der Empore ist zweischiffig und drei Joche lang. Er wurde nach der Auflösung des Klosters teilweise als Schmiede und Milchkeller genutzt. Der einschiffige Ostteil der Kirche ist mit einem vierjochigen Kreuzrippengewölbe überspannt, über dem westlichen Teil ist eine einfache Flachdecke eingebaut. Im Osten schließt die Kirche einfach gerade ab, das dreigeteilte gotische Maßwerkfenster im Ostgiebel ist heute mit Buntglas versehen.
In der Kirche stehen zwei steinerne Grabplatten, die übrige Inneneinrichtung ist neu.
Die Klosterkirche dient heute der Kirchengemeinde Deiderode-Mollenfelde-Mariengarten im evangelisch-lutherischen Gemeindeverbund Friedland als eine von drei Gemeindekirchen.

### Klosterhaus

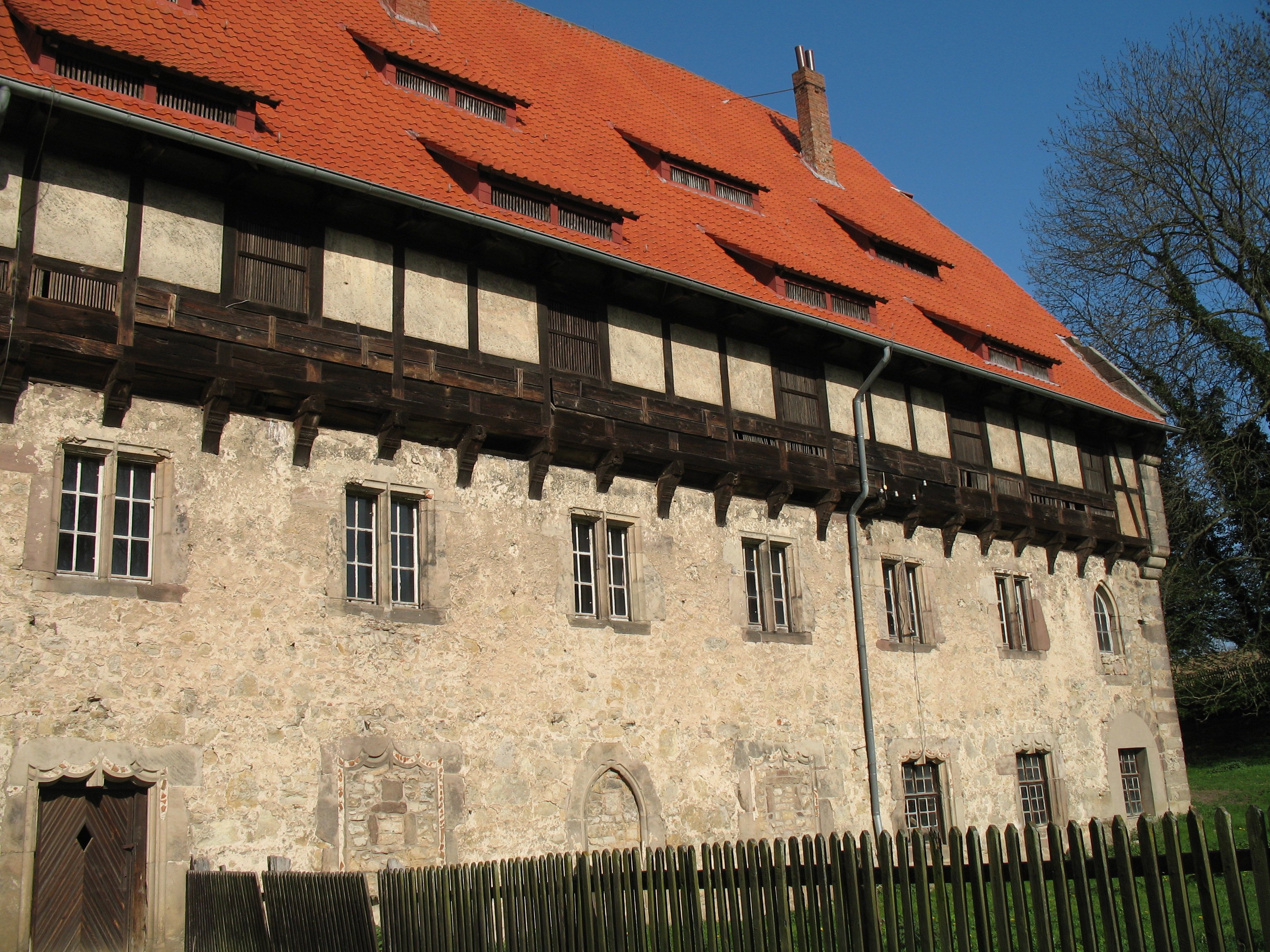
Klosterhaus

Das spätgotische Klosterhaus ist im rechten Winkel an den östlichen Teil der Südseite der Kirche angebaut. Es wurde unter Äbtissin Margarethe von Minnigerode errichtet, die dem Kloster von 1510 bis 1534 vorstand. Der Baukörper überragt die Kirche deutlich, die Abwalmung des Nordgiebels bildet mit der nördlichen Hälfte des Satteldaches eine Fläche, wodurch sich der Baukörper in der Nordansicht deutlich zurücknimmt. Die unteren beiden Geschosse sind aus Kalkbruchstein errichtet, das zweite Obergeschoss dagegen aus Fachwerk. Die unteren Geschosse haben fast regelmäßig angeordnete Fenster- bzw. Türöffnungen mit Sandsteingewänden, die teils rechteckig, teils mit Spitzbogen ausgeführt sind. Einige der waagerechten Fensterstürze tragen aufwendige Vorhangbögen als Verzierung, andere nur eine einfache Profilierung. Im Erdgeschoss unmittelbar neben der Kirche befindet sich ein Raum mit zwei Kreuzgewölben mit unterlegten Rippen, in dem ein Schlussstein die Datierung „1529“ trägt. Der Raum besaß einen Durchgang zur Kirche, nicht aber zum übrigen Klosterhaus, und diente ursprünglich wahrscheinlich als Sakristei für die Klosterkirche, später als Schatzkammer der Äbtissin.
Das Fachwerk-Obergeschoss kragt auf leicht verzierten Knaggen deutlich vor und zeigt eine Schwelle mit Linienverzierungen. Die niedrigen Brüstungsfelder sind überwiegend mit Holz zugesetzt, die Gefache darüber weiß verputzt, jedes vierte Feld ist mit hölzernen Lüftungsgittern geschlossen. Verstrebungen finden sich nur an den Gebäudeenden. Im Obergeschoss sind Reste der ehemaligen Nonnenzellen nachweisbar, später diente es als Kornboden. Das hohe Satteldach trägt regelmäßig angeordnete flache Schleppgauben mit hölzernen Lüftungsgittern.

### Pächterhaus

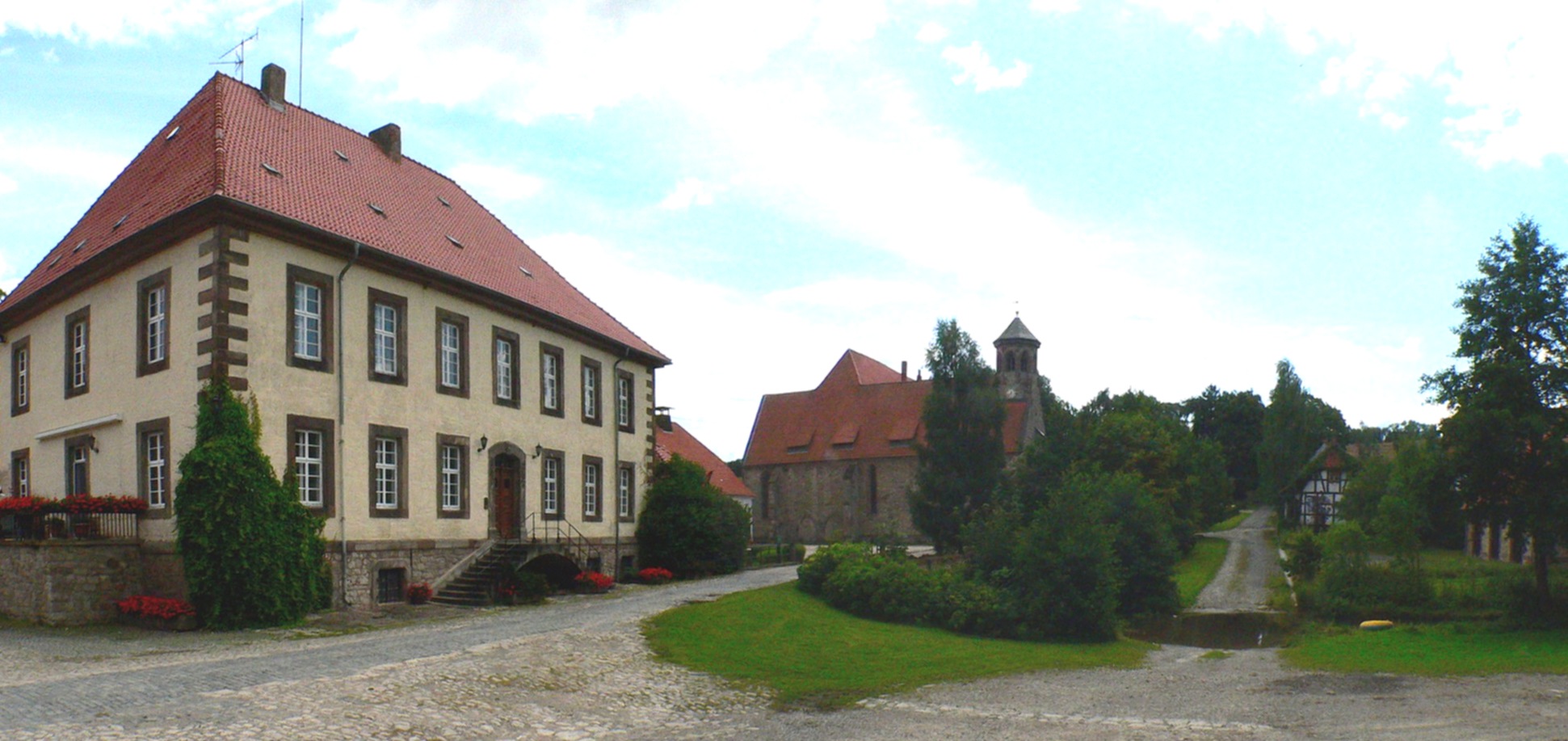
Klostergut mit Pächterhaus (vorne links), Kirche (Mitte) und Furt durch die Dramme

Das freistehende spätbarocke Pächterhaus wurde 1739 für den Gutsverwalter Jakob J. Kellner errichtet. Es handelt sich um einen schlichten hell verputzten Rechteckbau mit zwei Geschossen über einem Bruchsteinsockel. Ein steiles Walmdach schließt das Gebäude ab, der mittige Eingang in der siebenachsigen Längsfront ist über eine quer angeordnete doppelseitige Treppe zugänglich. Eckquaderung sowie die Gewände der rechteckigen Fenster und der Tür mit schwachem Segmentbogen bestehen aus Sandstein.

## Kultur und Tourismus
Das Klostergut wird bewirtschaftet, ist nicht touristisch erschlossen und normalerweise nicht für die Öffentlichkeit zugänglich. Es gibt keinen öffentlichen Parkplatz.
In der Klosterkirche finden unregelmäßig Konzerte statt, im Herbst wird hier eine Hubertusmesse abgehalten. Seit 2015 findet im Herbst ein Gottesdienst mit wiederentdeckten Kantaten statt, der von der Georg-Friedrich-Einicke-Gesellschaft gestaltet wird. Der Pilgerweg Loccum–Volkenroda führt unmittelbar um das Klostergut herum.

## Verkehr
Mariengarten liegt direkt an der Südseite der Landstraße 564, die die Nachbarorte Dramfeld und Dahlenrode verbindet. Unmittelbar nordwestlich des Gutsgeländes ist die Autobahnauffahrt zur Bundesautobahn 38 am wenige hundert Meter entfernten Dreieck Drammetal, über das eine Anbindung an die Bundesautobahn 7 besteht. Mariengarten ist über die Linie 134 des Verkehrsverbunds Südniedersachsen an Dramfeld und Friedland angebunden, die nächsten Bahnhöfe mit Personenverkehr befinden sich in Friedland und Göttingen.